# İncealipınar, Mustafakemalpaşa
İncealipınar là một xã thuộc huyện Mustafakemalpaşa, tỉnh Bursa, Thổ Nhĩ Kỳ. Dân số thời điểm năm 2011 là 258 người.